# Магосийская индустрия
Магосийская индустрия, англ. Magosian — название археологической индустрии, существовавшей на юге и востоке Африки в период 10000 — 6000 гг. до н. э. Отличается от предшествовавших индустрий использованием микролитов и небольших каменных ножей.
В 1953 г. Джон Десмонд Кларк обнаружил большое количество магосийских артефактов у водопадов Каламбо на границе между Замбией и Танзанией.